# José de Cañizares
José de Cañizares y Suárez (ur. 4 lipca 1676 w Madrycie, zm. 4 września 1750 tamże) – hiszpański dramatopisarz późnobarokowy, autor licznych komedii o tematyce magii oraz zarzueli.